# Marco Rubio
Marco Antonio Rubio, ameriški politik, odvetnik in diplomat; * 28. maj 1971, Miami, Florida.
Rubio je ameriški politik, diplomat in odvetnik, ki od leta 2025 deluje kot 72. državni sekretar Združenih držav. Kot član republikanske stranke je bil od leta 2011 do 2025 ameriški senator s Floride in od 2006 do 2008 predsednik predstavniškega doma Floride. 
Aprila 2015 je najavil predsedniško kandidaturo, ki pa jo je naposled umaknil, saj je nominacijo osvojil Donald Trump, ki ga je Rubio naposled tudi podprl. Zaradi velikega vpliva na politiko Latinske Amerike so Rubia med prvo Trumpovo administracijo opisali kot "virtualnega državnega sekretarja za Latinsko Ameriko". Veljal je tudi za enega najbolj jastrebovih članov kongresa glede Kitajske in kitajske komunistične partije. Kitajska vlada ga je leta 2020 dvakrat sankcionirala in ima prepoved vstopa na Kitajsko. Rubio je postal višji senator Floride januarja 2019 po porazu nekdanjega senatorja Billa Nelsona, leta 2022 pa je osvojil še tretji mandat. Na predsedniških volitvah leta 2024 je podprl Donalda Trumpa.
Novembra 2024 je novoizvoljeni predsednik Trump oznanil svojo namero, da Rubia imenuje za državnega sekretarja Združenih držav. Soglasno ga je potrdil tudi ameriški senat, položaj pa je prevzel 21. januarja 2025. Je prvi Latinoameričan na tem položaju, s čimer je najvišji uradnik Hispanoameričanov v zgodovini ZDA. Rubio je tudi prvi Floridčan, ki opravlja funkcijo državnega sekretarja.

## Mladost
Marco Antonio Rubio se je rodil v Miamiju na Floridi kot drugi sin in tretji otrok Mario Rubio Reina in Oriales (roj. García) Rubio. Njegovi starši so bili Kubanci, ki so se v ZDA priselili leta 1956 v času režima Fulgencia Batiste, dve leti in pol preden se je na oblast po kubanski revoluciji povzpel Fidel Castro. Njegova mati se je po začetku Castrove ere vsaj štirikrat vrnila na Kubo. Noben od Rubiovih staršev v času Marcovega rojstva ni bil državljan ZDA vendar sta zaprosila in bila naturalizirana leta 1975. Nekateri Rubiovi sorodniki so bili sprejeti v ZDA kot begunci.
Rubiov dedek po materini strani, Pedro Victor Garcia, se je leta 1956 zakonito priselil v ZDA, vendar se je leta 1959 vrnil na Kubo, da bi našel delo. Ko je pobegnil iz komunistične Kube in se leta 1962 brez vizuma vrnil v ZDA, so ga pridržali kot priseljenca brez dokumentov in sodnik za priseljence mu je odredil deportacijo. Uradniki za priseljevanje so pozneje istega dne razveljavili svojo odločitev, odredba o deportaciji ni bila izvršena in Garcia je dobil pravni status "pogojnega izpusta", ki mu je dovoljeval, da ostane v ZDA Garcia je ponovno zaprosil za stalno status rezidenta leta 1966 po sprejetju Kubanskega zakona o prilagoditvi, na kateri je bilo njegovo bivanje odobreno. Rubio je imel v otroštvu tesen odnos s svojim dedkom.
Rubio ima tri brate in sestre: starejšega brata Maria, starejšo sestro Barbaro (poročena z Orlandom Cicilio) in mlajšo sestro Veronico (prej poročeno z zabavljačem Carlosom Poncejem). Med odraščanjem je bila njegova družina katoliška, čeprav so v času bivanja v Las Vegasu obiskovali Cerkev Jezusa Kristusa svetih iz poslednjih dni. V tistih letih je njegov oče v Nevadi delal kot natakar v hotelu Sam's Town, mati pa kot gospodinjska pomočnica v hotelu in igralnici Imperial Palace. Prvo obhajilo kot katoličan je prejel leta 1984, nato se je leto pozneje z družino preselil nazaj v Miami.
Rubio je obiskoval srednjo šolo South Miami Senior High School in diplomiral leta 1989. Eno leto je z nogometno štipendijo obiskoval Tarkio College v Missouriju, nato se je vpisal na Santa Fe Community College (kasneje Santa Fe College) v Gainesvillu na Floridi. Leta 1993 je diplomiral iz politologije na Univerzi na Floridi, leta 1996 pa je pridobil naziv doktora prava, cum laude, na pravni fakulteti Univerze v Miamiju. Rubio je dejal, da je pridobil 100.000 dolarjev študentskih posojil. Odplačal jih je leta 2012.

## Zgodnja politična ariera
Med študijem prava je Rubio stažiral pri ameriški predstavnici Ileani Ros-Lehtinen. Sodeloval je tudi pri predsedniški kampanji republikanskega senatorja Boba Dola leta 1996. Aprila 1998, dve leti po končani pravni fakulteti, je bil Rubio izvoljen za mesto komisarja mesta West Miami. V začetku leta 2000 je postal član predstavniškega doma Floride.
V devetdesetih letih 20. stoletja je bil mestni komisar za West Miami, leta 2000 pa izvoljen za predstavnika 111. okrožja v predstavniškem domu Floride. Kasneje je bil izvoljen predsednika floridskega doma; služboval je dve leti. 6. Ko je leta 2008 zaradi omejitve mandata zapustil zakonodajno telo Floride, je kariero nadaljeval kot predavatelj na Mednarodni univerzi Florida.

## Akademski svet
Potem ko je leta 2008 zapustil zakonodajno telo Floride, je Rubio začel poučevati v okviru štipendije na Mednarodni univerzi Florida (FIU) kot izredni profesor. Leta 2011 se je po vstopu v ameriški senat ponovno pridružil fakulteti FIU. Rubio poučuje na oddelku za politiko in mednarodne odnose, ki je del šole Stevena J. Greena za mednarodne in javne zadeve FIU. Poučeval je dodiplomske predmete o politiki Floride, političnih strankah in zakonodajni politiki.
Imenovanje Rubia za profesorja FIU je bilo sprva kritizirano. Univerza je pridobila precejšnja državna sredstva, ko je bil Rubio predsednik floridskega doma, zaradi finančnih težav pa so bila isti čas številna delovne mesta ukinjena. Ko je Rubio sprejel imenovanje za štipendista kot izredni profesor na FIU, se je strinjal, da bo večino sredstev za svoj položaj zbral iz zasebnih virov.

## Senat ZDA (2011–2025)
5. maja 2009 je Rubio izjavil, da namerava kandidirati za sedež v ameriškem senatu. Pred začetkom svoje kampanje se je Rubio srečal z zbiralci sredstev in podporniki po vsej državi.  Rubio je sprva zaostajal na primarnih volitvah proti guvernerju lastne stranke Charlieju Cristu, nato pa je Crista presegel pri volitvah za republikansko nominacijo. 28. aprila 2010 je Crist izjavil, da bo kandidiral brez strankarske pripadnosti, s čimer je dejansko odstopil republikansko nominacijo Rubiu.

2. novembra 2010 je Rubio zmagal na splošnih volitvah z 49 % glasov proti Cristu s 30 % in demokratu Kendricku Meeku z 20 % glasov.  Ko je Rubio prisegel ameriškemu senatu, sta bila on in Bob Menendez iz New Jerseyja edina dva Latinoameričana v senatu.
Marco Rubio je svoj mandat v senatu, ki ga je začel leta 2011, zaznamoval s poudarkom na zunanji politiki, gospodarskih reformah in konservativnih vrednotah. Kot član Odbora za mednarodne odnose se osredotoča na nasprotovanje avtoritarnim režimom, kot so Kuba, Venezuela, Rusija in Kitajska, ter na krepitev ameriške vloge v svetovni politiki. Na področju notranje politike si prizadeva za gospodarsko rast, reformo davčne politike in podporo malim podjetjem. 
Rubio je bil skozi senatski mandat zagovornik družinskih politik, vključno z izboljšanjem starševskih ugodnosti. Njegova stališča glede priseljenske reforme so pogosto naletela na polemike, tako med republikanci kot širšo javnostjo. Njegova stališča so odražala tradicionalne republikanske vrednote s poudarkom na modernih izzivih.
Aprila 2015 je najavil predsedniško kandidaturo, ki pa jo je naposled umaknil, saj je nominacijo osvojil Donald Trump, ki ga je Rubio naposled tudi podprl. Zaradi velikega vpliva na politiko Latinske Amerike so Rubia med prvo Trumpovo administracijo opisali kot "virtualnega državnega sekretarja za Latinsko Ameriko". 

## Državni sekretar (2025– )
Novembra 2024 so poročali, da je Trump izbral Rubia za zunanjega ministra Združenih držav v svoji drugi administraciji; Trump je to potrdil 13. novembra. Za razliko od mnogih drugih Trumpovih nominacij v kabinetu je Rubiova pritegnila malo polemik. Hvalili so ga tako republikanci kot demokrati. Rubio je bil 15. januarja 2025 zaslišan pred senatnim odborom za zunanje odnose. Med zaslišanjem je Kitajsko označil za "najmočnejšega in najnevarnejšega bližnjega nasprotnika, s katerim se je ta država kdaj soočila" in dejal, da je kitajska komunistična partija "lagala, goljufala, vdrla in ji ukradla pot do statusa globalne velesile na naš račun".
Senat je Rubia potrdil 20. januarja 2025, in sicer z 99 proti in 0 glasovi proti. Prisegel je 21. januarja pred podpredsednikom JD Vanceom. Rubio je prvi Latinoameričan na tem položaju.

## Zasebno
Rubio je katoličan in obiskuje obredja v cerkvi Male rože v Coral Gablesu na Floridi. Pred tem je obiskoval Christ Fellowship, južno baptistično cerkev v West Kendallu na Floridi.
Leta 1998 se je Rubio poročil z Jeanette Dousdebes, nekdanjo bančno blagajnico in navijačico Miami Dolphins. Imata štiri otroke. Živijo v West Miamiju na Floridi.
Od leta 2018 je bilo po podatkih OpenSecrets.org Rubievo neto premoženje negativno, saj je dolgoval več kot 1,8 milijona dolarjev.